# サラ・アドラー
サラ・アドラー（Sarah Adler、ヘブライ語: שרה אדלר）は、イスラエルの女優である。
なお、イディッシュ劇場で活躍した同名の女優（en:Sara Adler、1858年 - 1953年。ステラ・アドラーの母）は別人。

## 人物・来歴
アメリカ合衆国で女優としてのキャリアを始める。1999年（平成11年）、デイヴィッド・バーカー監督の『すべてを恐れて』でデビューする。
フランスに渡り、2003年（平成15年）、フレデリック・ヴィドー監督の『ヴァリエテ・フランセーズ』に出演する。2004年（平成16年）、ジャン＝リュック・ゴダール監督の『アワーミュージック』に出演、サラエヴォでの撮影に参加する。美しい街サラエヴォが戦火に崩れた姿に涙するイスラエルから来たジャーナリストを演じ、同年のヨーロッパ映画賞の最優秀女優賞にノミネートされた。
同年からは、イスラエル映画に多く出演するようになり、パリでのソフィア・コッポラ監督の『マリー・アントワネット』（2006年）に出演する傍ら、イスラエルでのテレビシリーズ『パラシャット・ハシャブア』（2006年 - 2009年）にレギュラー出演している。2007年に出演したイスラエル・フランス合作映画『ジェリーフィッシュ』では、イスラエル映画アカデミー賞最優秀女優賞にノミネートされた。

## 出演作品
- 『すべてを恐れて』 Afraid of Everything : 監督デイヴィッド・バーカー、1999年 - アイリス役
- 『ドレスデン』 Dresden : 監督ベンジャミン・P・スピース、1999年 - コーヒーショップの女役
- 『激動』 Upheaval : 監督イタマール・クボヴィ、2001年

- 『ヴァリエテ・フランセーズ』 Variété française : 監督フレデリック・ヴィドー、2003年 - パスカル役
- 『Avanim (石)』 Avanim : 監督ラファエル・ナジャリ、2004年 - リリ役
- 『アワーミュージック』 Notre musique : 監督ジャン＝リュック・ゴダール、2004年 - ジュディス・ラーナー役
- Shnat Effes : 監督ジョゼフ・ピッチハゼ、2004年 - アンナ役
- 『ハウ・アイ・フィール』 How I Feel : 監督ゴンサロ・C・ルース、2005年
- 『ニナの家』 La maison de Nina : 監督リシャール・ダンボ、2005年 - マルレーヌ役
- 『マリー・アントワネット』 Marie Antoinette : 監督ソフィア・コッポラ、2006年 - ダルトワ伯爵夫人役
- 『ジェリーフィッシュ』 Meduzot : 監督エトガー・ケレット / シーラ・ゲフェン、2007年 - バティア役
- 『パラシャット・ハシャブア』 Parashat Ha-Shavua : テレビ映画シリーズ、2006年 - 2009年 - アンナ役・レギュラー出演
- 『最後通牒』 Ultimatum : 監督アラン・タスマ、2009年 - タマール役
- 『セルフメイド』 Boreg : 監督シーラ・ゲフェン、2014年 - ミハル役
- 『運命は踊る』 Foxtrot :監督サミュエル・マオズ 、2017年 - ダフナ役
- 『彼が愛したケーキ職人』 The Cakemaker :監督オフィル・ラウル・グレイザー、2017年 - アナト役
- 『テルアビブ・ベイルート』 Tel Aviv Beyrouth :監督ミハル・ボガニム、2022年
- 『ポトフ 美食家と料理人』 La Passion de Dodin Bouffant :監督トラン・アン・ユン、2023年

## 関連事項
- イスラエル映画アカデミー賞 （en:Ophir Award）